# Jeffrey Bowyer-Chapman
Jeffrey Bowyer-Chapman (Edmonton, 21 ottobre 1984) è un attore e modello canadese.

## Biografia
Inizia a sfilare dall'età di sedici anni. Viene rappresentato dalla Wilhelmina Models. In seguito inizia a recitare in diverse serie televisive e film sia canadesi che statunitensi.

## Filmografia

### Cinema
- ESP² - Fenomeni paranormali (Grave Encounters 2), regia di John Poliquin (2012)
- Nonno scatenato (Dirty Grandpa), regia di Dan Mazer (2016)
- Falling Inn Love - Ristrutturazione con amore (Falling Inn Love), regia di Roger Kumble (2019)

### Televisione
- Stargate SG-1 (SG-1) – serie TV, episodio 10x08 (2006)
- Noah's Arc – serie TV, episodio 2x06 (2006)
- The L Word – serie TV, episodio 4x02 (2007)
- Stargate Universe – serie TV, 19 episodi (2009-2011)
- Iron Man: Armored Adventures – serie animata, episodi 1x15, 2x06, 2x25, 2x26 (2009-2012)
- Fairly Legal – serie TV, episodio 1x07 (2011)
- Warehouse 13 – serie TV, episodio 3x02 (2011)
- Unreal – serie TV, 38 episodi (2015-2018)
- RuPaul's Drag Race – programma televisivo, episodi 9x14, 11x14 (2017-2019)
- American Horror Story – serie TV, episodi 8x01, 8x02, 8x03 (2018)

## Doppiatori italiani
Nelle versioni in italiano dei suoi film e serie televisive, Jeffrey Bowyer-Chapman è stato doppiato da:
- Edoardo Stoppacciaro in Unreal
- Davide Albano in Nonno scatenato
- Gianluca Izzo in American Horror Story
- Luca Mannocci in Falling Inn Love